# IBU Cup
IBU Cup (do roku 2008 nazývaný Evropský pohár) je každoročně pořádaný okruh závodů v biatlonu. Pořádá jej Mezinárodní biatlonová unie (IBU). Po Světovém poháru představuje druhou nejvyšší soutěž.

## Charakteristika
Soutěž probíhá ve stejném období jako závody světového poháru, tedy obvykle od prosince do března, ale na jiných sportovištích.
Účastní se jí sportovci podle rozhodnutí reprezentačních trenérů. Někdy nasazují závodníky, kterým ve světovém poháru klesla forma, jindy ty, kteří teprve do mezinárodních biatlonových závodů vstupují – např. přecházejí z juniorů do kategorie dospělých.

## Bodová klasifikace
Bodová klasifikace od sezóny 2022/2023:
| Bodování vytrvalostního závodu, zkráceného vytrvalostním závodu, sprintu, stíhacího závodu, závodu s hromadným startem pro 60 závodníků a smíšených štafet | Bodování vytrvalostního závodu, zkráceného vytrvalostním závodu, sprintu, stíhacího závodu, závodu s hromadným startem pro 60 závodníků a smíšených štafet | Bodování vytrvalostního závodu, zkráceného vytrvalostním závodu, sprintu, stíhacího závodu, závodu s hromadným startem pro 60 závodníků a smíšených štafet | Bodování vytrvalostního závodu, zkráceného vytrvalostním závodu, sprintu, stíhacího závodu, závodu s hromadným startem pro 60 závodníků a smíšených štafet | Bodování vytrvalostního závodu, zkráceného vytrvalostním závodu, sprintu, stíhacího závodu, závodu s hromadným startem pro 60 závodníků a smíšených štafet | Bodování vytrvalostního závodu, zkráceného vytrvalostním závodu, sprintu, stíhacího závodu, závodu s hromadným startem pro 60 závodníků a smíšených štafet | Bodování vytrvalostního závodu, zkráceného vytrvalostním závodu, sprintu, stíhacího závodu, závodu s hromadným startem pro 60 závodníků a smíšených štafet | Bodování vytrvalostního závodu, zkráceného vytrvalostním závodu, sprintu, stíhacího závodu, závodu s hromadným startem pro 60 závodníků a smíšených štafet | Bodování vytrvalostního závodu, zkráceného vytrvalostním závodu, sprintu, stíhacího závodu, závodu s hromadným startem pro 60 závodníků a smíšených štafet | Bodování vytrvalostního závodu, zkráceného vytrvalostním závodu, sprintu, stíhacího závodu, závodu s hromadným startem pro 60 závodníků a smíšených štafet | Bodování vytrvalostního závodu, zkráceného vytrvalostním závodu, sprintu, stíhacího závodu, závodu s hromadným startem pro 60 závodníků a smíšených štafet | Bodování vytrvalostního závodu, zkráceného vytrvalostním závodu, sprintu, stíhacího závodu, závodu s hromadným startem pro 60 závodníků a smíšených štafet | Bodování vytrvalostního závodu, zkráceného vytrvalostním závodu, sprintu, stíhacího závodu, závodu s hromadným startem pro 60 závodníků a smíšených štafet | Bodování vytrvalostního závodu, zkráceného vytrvalostním závodu, sprintu, stíhacího závodu, závodu s hromadným startem pro 60 závodníků a smíšených štafet | Bodování vytrvalostního závodu, zkráceného vytrvalostním závodu, sprintu, stíhacího závodu, závodu s hromadným startem pro 60 závodníků a smíšených štafet | Bodování vytrvalostního závodu, zkráceného vytrvalostním závodu, sprintu, stíhacího závodu, závodu s hromadným startem pro 60 závodníků a smíšených štafet | Bodování vytrvalostního závodu, zkráceného vytrvalostním závodu, sprintu, stíhacího závodu, závodu s hromadným startem pro 60 závodníků a smíšených štafet | Bodování vytrvalostního závodu, zkráceného vytrvalostním závodu, sprintu, stíhacího závodu, závodu s hromadným startem pro 60 závodníků a smíšených štafet | Bodování vytrvalostního závodu, zkráceného vytrvalostním závodu, sprintu, stíhacího závodu, závodu s hromadným startem pro 60 závodníků a smíšených štafet | Bodování vytrvalostního závodu, zkráceného vytrvalostním závodu, sprintu, stíhacího závodu, závodu s hromadným startem pro 60 závodníků a smíšených štafet | Bodování vytrvalostního závodu, zkráceného vytrvalostním závodu, sprintu, stíhacího závodu, závodu s hromadným startem pro 60 závodníků a smíšených štafet | Bodování vytrvalostního závodu, zkráceného vytrvalostním závodu, sprintu, stíhacího závodu, závodu s hromadným startem pro 60 závodníků a smíšených štafet | Bodování vytrvalostního závodu, zkráceného vytrvalostním závodu, sprintu, stíhacího závodu, závodu s hromadným startem pro 60 závodníků a smíšených štafet | Bodování vytrvalostního závodu, zkráceného vytrvalostním závodu, sprintu, stíhacího závodu, závodu s hromadným startem pro 60 závodníků a smíšených štafet | Bodování vytrvalostního závodu, zkráceného vytrvalostním závodu, sprintu, stíhacího závodu, závodu s hromadným startem pro 60 závodníků a smíšených štafet | Bodování vytrvalostního závodu, zkráceného vytrvalostním závodu, sprintu, stíhacího závodu, závodu s hromadným startem pro 60 závodníků a smíšených štafet | Bodování vytrvalostního závodu, zkráceného vytrvalostním závodu, sprintu, stíhacího závodu, závodu s hromadným startem pro 60 závodníků a smíšených štafet | Bodování vytrvalostního závodu, zkráceného vytrvalostním závodu, sprintu, stíhacího závodu, závodu s hromadným startem pro 60 závodníků a smíšených štafet | Bodování vytrvalostního závodu, zkráceného vytrvalostním závodu, sprintu, stíhacího závodu, závodu s hromadným startem pro 60 závodníků a smíšených štafet | Bodování vytrvalostního závodu, zkráceného vytrvalostním závodu, sprintu, stíhacího závodu, závodu s hromadným startem pro 60 závodníků a smíšených štafet | Bodování vytrvalostního závodu, zkráceného vytrvalostním závodu, sprintu, stíhacího závodu, závodu s hromadným startem pro 60 závodníků a smíšených štafet | Bodování vytrvalostního závodu, zkráceného vytrvalostním závodu, sprintu, stíhacího závodu, závodu s hromadným startem pro 60 závodníků a smíšených štafet | Bodování vytrvalostního závodu, zkráceného vytrvalostním závodu, sprintu, stíhacího závodu, závodu s hromadným startem pro 60 závodníků a smíšených štafet | Bodování vytrvalostního závodu, zkráceného vytrvalostním závodu, sprintu, stíhacího závodu, závodu s hromadným startem pro 60 závodníků a smíšených štafet | Bodování vytrvalostního závodu, zkráceného vytrvalostním závodu, sprintu, stíhacího závodu, závodu s hromadným startem pro 60 závodníků a smíšených štafet | Bodování vytrvalostního závodu, zkráceného vytrvalostním závodu, sprintu, stíhacího závodu, závodu s hromadným startem pro 60 závodníků a smíšených štafet | Bodování vytrvalostního závodu, zkráceného vytrvalostním závodu, sprintu, stíhacího závodu, závodu s hromadným startem pro 60 závodníků a smíšených štafet | Bodování vytrvalostního závodu, zkráceného vytrvalostním závodu, sprintu, stíhacího závodu, závodu s hromadným startem pro 60 závodníků a smíšených štafet | Bodování vytrvalostního závodu, zkráceného vytrvalostním závodu, sprintu, stíhacího závodu, závodu s hromadným startem pro 60 závodníků a smíšených štafet | Bodování vytrvalostního závodu, zkráceného vytrvalostním závodu, sprintu, stíhacího závodu, závodu s hromadným startem pro 60 závodníků a smíšených štafet | Bodování vytrvalostního závodu, zkráceného vytrvalostním závodu, sprintu, stíhacího závodu, závodu s hromadným startem pro 60 závodníků a smíšených štafet |
| --- | --- | --- | --- | --- | --- | --- | --- | --- | --- | --- | --- | --- | --- | --- | --- | --- | --- | --- | --- | --- | --- | --- | --- | --- | --- | --- | --- | --- | --- | --- | --- | --- | --- | --- | --- | --- | --- | --- | --- | --- |
| Pořadí | 1. | 2. | 3. | 4. | 5. | 6. | 7. | 8. | 9. | 10. | 11. | 12. | 13. | 14. | 15. | 16. | 17. | 18. | 19. | 20. | 21. | 22. | 23. | 24. | 25. | 26. | 27. | 28. | 29. | 30. | 31. | 32. | 33. | 34. | 35. | 36. | 37. | 38. | 39. | 40. |
| Body | 90 | 75 | 60 | 50 | 45 | 40 | 36 | 34 | 32 | 31 | 30 | 29 | 28 | 27 | 26 | 25 | 24 | 23 | 22 | 21 | 20 | 19 | 18 | 17 | 16 | 15 | 14 | 13 | 12 | 11 | 10 | 9 | 8 | 7 | 6 | 5 | 4 | 3 | 2 | 1 |
| Bodování supersprintu a závodu s hromadným startem | | | | | | | | | | | | | | | | | | | | | | | | | | | | | | | | | | | | | | | | |
| Pořadí | 1. | 2. | 3. | 4. | 5. | 6. | 7. | 8. | 9. | 10. | 11. | 12. | 13. | 14. | 15. | 16. | 17. | 18. | 19. | 20. | 21. | 22. | 23. | 24. | 25. | 26. | 27. | 28. | 29. | 30. | | | | | | | | | | |
| Body | 90 | 75 | 60 | 50 | 45 | 40 | 36 | 34 | 32 | 31 | 30 | 29 | 28 | 27 | 26 | 25 | 24 | 23 | 22 | 21 | 20 | 18 | 16 | 14 | 12 | 10 | 8 | 6 | 4 | 2 | | | | | | | | | | |

## Celková klasifikace

### Muži
| Sezóna    | vítěz                            | 2. místo                      | 3. místo                    |
| --------- | -------------------------------- | ----------------------------- | --------------------------- |
| 2008/2009 | Christoph Knie (GER)             | Hans Martin Gjedrem (NOR)     | Carsten Pump (GER)          |
| 2009/2010 | Daniel Graf (GER)                | Toni Lang (GER)               | Christoph Knie (GER)        |
| 2010/2011 | Viktor Vasiljev (RUS)            | Florian Graf (GER)            | Martin Eng (NOR)            |
| 2011/2012 | Benedikt Doll (GER)              | Michael Burtasov (RUS)        | Erik Lesser (GER)           |
| 2012/2013 | Viktor Vasiljev (RUS)            | Daniel Böhm (GER)             | Benedikt Doll (GER)         |
| 2013/2014 | Alexej Slepov (RUS)              | Timofey Lapshin (RUS)         | Benedikt Doll (GER)         |
| 2015/2016 | Florian Graf (GER)               | Antonin Guigonnat (FRA)       | Johannes Kühn (GER)         |
| 2015/2016 | Matvej Jelisejev (RUS)           | Florian Graf (GER)            | Petr Paščenko (RUS)         |
| 2016/2017 | Alexej Volkov (RUS)              | Alexandr Loginov (RUS)        | Antonin Guigonnat (FRA)     |
| 2017/2018 | Vetle Sjåstad Christiansen (NOR) | Fredrik Gjesbakk (NOR)        | Petr Paščenko (RUS)         |
| 2018/2019 | Anton Babikov (RUS)              | Lucas Fratzscher (GER)        | Aristide Bègue (FRA)        |
| 2019/2020 | Lucas Fratzscher (GER)           | Endre Strømsheim (NOR)        | Kirill Streltsov (RUS)      |
| 2020/2021 | Filip Fjeld Andersen (NOR)       | Philipp Nawrath (GER)         | Sivert Guttorm Bakken (NOR) |
| 2021/2022 | Erlend Bjøntegaard (NOR)         | Håvard Gutubø Bogetveit (NOR) | Sverre Dahlen Aspenes (NOR) |
| 2022/2023 | Endre Strømsheim (NOR)           | Lucas Fratzscher (GER)        | Vebjørn Sørum (NOR)         |
| 2023/2024 | Mats Øverby (NOR)                | Johan-Olav Botn (NOR)         | Martin Nevland (NOR)        |
| 2024/2025 | Isak Frey (NOR)                  | Sivert Guttorm Bakken (NOR)   | Johan-Olav Botn (NOR)       |

### Ženy
| Sezóna    | vítězka                       | 2. místo                            | 3. místo                     |
| --------- | ----------------------------- | ----------------------------------- | ---------------------------- |
| 2008/2009 | Natalya Sokolovová (RUS)      | Juliane Döllová (GER)               | Romy Beerová (GER)           |
| 2009/2010 | Sabrina Buchholzová (GER)     | Natalya Sokolovová (RUS)            | Carolin Henneckeová (GER)    |
| 2010/2011 | Franziska Hildebrandová (GER) | Nadine Horchlerová (GER)            | Jekatěrina Šumilovová (RUS)  |
| 2011/2012 | Maren Hammerschmidtová (GER)  | Marina Korovinová (RUS)             | Juliane Döllová (GER)        |
| 2012/2012 | Anastasija Zagoruiková (RUS)  | Evi Sachenbacherová-Stehleová (GER) | Jori Moerkveová (NOR)        |
| 2013/2014 | Anastasija Zagoruiková (RUS)  | Valentina Nazarovová (RUS)          | Nadine Horchlerová (GER)     |
| 2014/2015 | Anna Nikulinová (RUS)         | Karolin Horchlerová (GER)           | Olga Jakušovová (RUS)        |
| 2015/2016 | Nadine Horchlerová (GER)      | Světlana Slepcovová (RUS)           | Galina Nečkasovová (RUS)     |
| 2016/2017 | Darja Virolajnenová (RUS)     | Anna Nikulinová (RUS)               | Karolin Horchlerová (GER)    |
| 2017/2018 | Karolin Horchlerová (GER)     | Chloé Chevalierová (FRA)            | Nadine Horchlerová (GER)     |
| 2018/2019 | Victoria Slivková (RUS)       | Nadine Horchlerová (GER)            | Ingela Anderssonová (SWE)    |
| 2019/2020 | Elisabeth Högbergová (SWE)    | Ekaterina Glazyrinová (RUS)         | Anastasija Porshnevová (RUS) |
| 2020/2021 | Vanessa Voigtová (GER)        | Karoline Erdalová (NOR)             | Emilie Kalkenbergová (NOR)   |
| 2021/2022 | Lou Jeanmonnotová (FRA)       | Ragnhild Femsteineviková (NOR)      | Elisabeth Högbergová (SWE)   |
| 2022/2023 | Tilda Johanssonová (SWE)      | Gilonne Guigonnatová (FRA)          | Paula Botetová (FRA)         |
| 2023/2024 | Océane Michelonová (FRA)      | Jenny Enoddová (NOR)                | Karoline Erdalová (NOR)      |
| 2024/2025 | Camille Benedová (FRA)        | Voldiya Galmaceová Paulinová (FRA)  | Paula Botetová (FRA)         |